# Piława (województwo dolnośląskie)
Piława (niem. Beilau)  – wieś w Polsce położona w województwie dolnośląskim, w powiecie wrocławskim, w gminie Mietków.

## Podział administracyjny
W latach 1975–1998 miejscowość położona była w województwie wrocławskim.

## Historia
Wieś wymieniona została w staropolskiej, zlatynizowanej formie Pilavia w łacińskim dokumencie wydanym w 1230 roku we Niemczy przez Henryka Brodatego.